# Eugène Victor Bourgeois
Pour les articles homonymes, voir Bourgeois.
Ne doit pas être confondu avec Eugène Bourgeois.
Eugène Victor Bourgeois né à Paris le 5 juin 1855 et mort à Saint-Cast-le-Guildo le 5 juin 1909 est un peintre, illustrateur et affichiste français.

## Biographie
Peintre autodidacte, Eugène Victor Bourgeois débute au Salon de 1874. Il y expose en 1880, ainsi qu'au Salon des artistes français de 1881 où il obtient une médaille d'honneur cette année-là, puis une médaille de 3e classe en 1885. Il obtient une médaille de bronze à l'Exposition universelle de 1889 et à celle de 1900. Il expose alors hors-concours au Salon des artistes français.
Sa peinture est appréciée pour ses touches de couleurs claires. Il a peint des paysages en Normandie, Bretagne, Île-de-France, Pyrénées, Camargue, Italie, ainsi qu'en Afrique du Nord.
Eugène Victor Bourgeois illustre "Les Sites de France", cartes postales de paysage organisées en série. Il y a au moins 30 séries et chaque série regroupe entre 5 et 7 vues. La Série I concerne Les Pyrénées-Biarritz. La série XXX concerne La Bretagne Nord. La vue No 7 de cette série représente l'église de St Lunaire sous un beau clair de lune.

Œuvres d'Eugène Victor Bourgeois
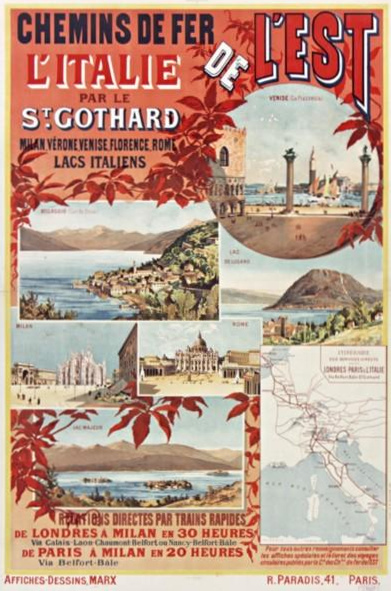
Chemins de fer de l'Est : l'Italie par le Saint-Gothard (1892), affiche.
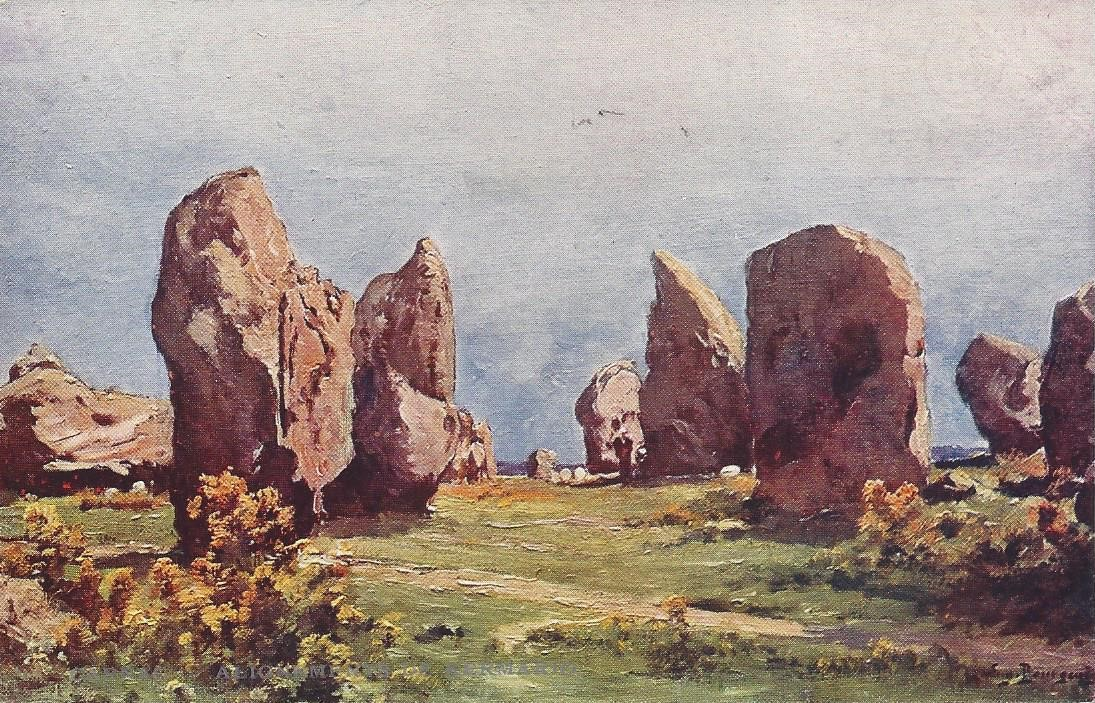
Carnac, les alignements de Kermario, carte postale de la collection « les sites de France », série XX (Bretagne), no 4.
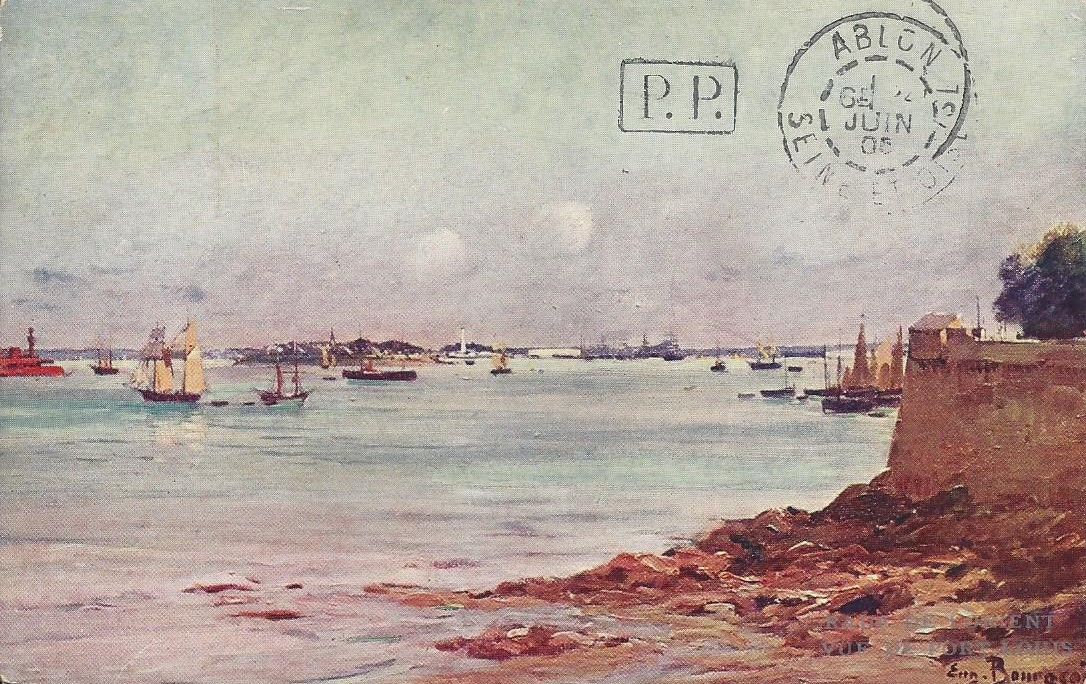
La Rade de Lorient vue de Port-Louis, carte postale de la collection « les sites de France », série XX (Bretagne), no 20.
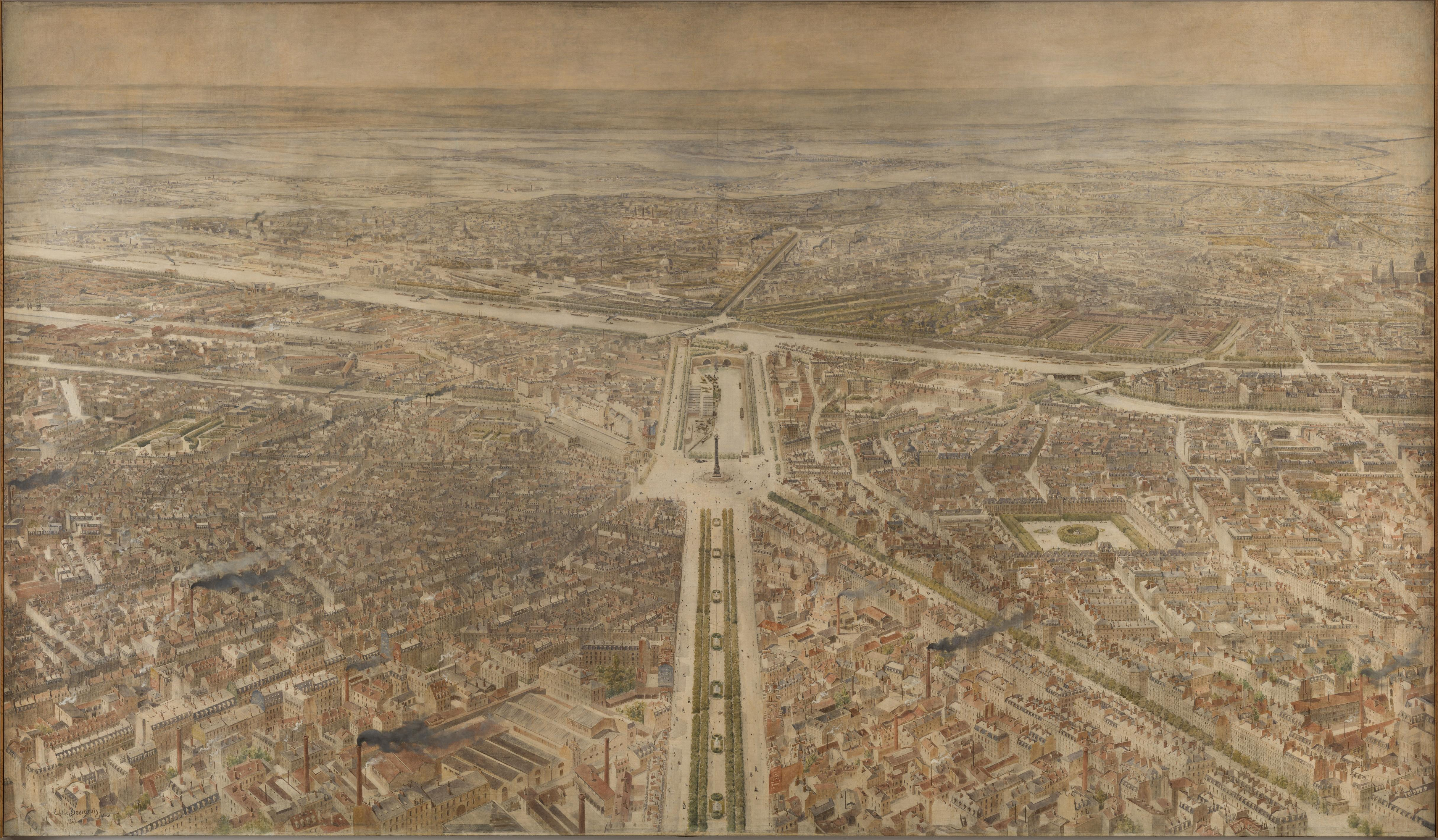
Vue de la place de la Bastille et de ses environs en 1889, dessin d’Émile Hochereau et couleur d'Eugène Bourgeois, 1889.

## Œuvres

### Œuvres dans les collections publiques
- Autun, musée Rolin :
  - Vue de la ville d'Autun depuis Saint-Blaise, dessin aquarellé ;
  - Le Confluent du Ternin, dessin aquarellé ;
  - Porte de l'ancien évêché d'Autun, dessin aquarellé ;
  - Portrait de femme, dessin au fusain ;
  - Portrait de Mlle Moreau, peinture ;
  - Autun sous la neige, place du Champ-de-Mars, peinture ;
  - Portrait de Madame Commeau fermière à Laïs, peinture ;
  - Portrait de M. Pierre Commeau, peinture ;
  - Portrait de M. Jules Commeau, peinture ;
  - Portrait de François Perrucot , maire d'Autun de 1929 à 1932, peinture ;
  - Portrait d'un homme âgé, peinture ;
  - Portrait d'Eugène Chevalier, peinture ;
  - Chemin creux en Morvan, peinture.
- Bagneux, mairie : Paysage de Bagneux en direction du Bois de Verrières[3].
- Choisy-le-Roi, mairie.
- Clichy, mairie.  Le territoire de Clichy et Monceau en 1789
- Digne-les-Bains, musée Gassendi.
- Douai, musée de la Chartreuse.
- Gray, musée Baron-Martin : Les Ruines du château de Retour-Tour, 1902, huile sur toile, 96 × 68 cm.
- Paris: 
  - Bibliothèque historique de la Ville de Paris : Vue de la place de la Bastille et de ses environs en 1889, 1889, d'après un dessin d'Émile Hochereau (1828-1905), huile sur toile, 298 × 510 cm[4].
  - gare d'Orsay.
  - gare des Invalides.
  - hôtel de ville.
  - musée d'Art moderne de Paris.
  - musée Carnavalet.
  - Petit-Palais : Paysage de Joinville à Nogent, vers 1907, huile sur toile.
- Villequier, musée Victor-Hugo.

### Affiches
- Chemins de fer de l'Est : l'Italie par le St-Gothard, 1892.
- Chemins de fer de l'Est : Luxembourg.
- Images géographiques, de Mr P. FONCIN, Inspecteur Général de l’Instruction Publique. Exemple : Feuille 9 : La Basse Bretagne

### Illustrations
- Lac Majeur, Vérone, Venise, Florence, Rome, guide touristique, 1896[réf. nécessaire].
- Les sites de France, cartes postales de paysage organisées en séries d’après des huiles d’Eugène Bourgeois. On y trouve par exemple Normandie, Bretagne, Bords de Loire, Pyrénées[5]...